# Omar Faraj
Omar Faraj (in arabo عمر فرج‎?; Stoccolma, 9 marzo 2002) è un calciatore palestinese con cittadinanza svedese, attaccante dello Zamalek e della nazionale palestinese.

## Carriera

### Club
Nato a Stoccolma da genitori palestinesi e cresciuto nel sobborgo di Tensta, Faraj ha cominciato a giocare a calcio nel Vasalund prima di entrare a far parte dell'AIK nel gennaio 2013. Tre anni più tardi è entrato a far parte del settore giovanile del Brommapojkarna.
Con la maglia del Brommapojkarna è anche avvenuto il suo debutto a livello senior: diciottenne, ha realizzato 5 reti in 22 presenze nel campionato di Ettan del 2020 (terza serie nazionale) mentre, diciannovenne, nella prima metà dell'Ettan 2021 ha contribuito con 9 gol in 13 partite a spingere i rossoneri al temporaneo primo posto in classifica, prima di essere ceduto a stagione in corso.
Le sue prestazioni hanno infatti suscitato l'interesse della dirigenza della squadra spagnola del Levante, all'epoca militante ne LaLiga. Acquistato nell'agosto del 2021, ha firmato un contratto quinquennale. Ha trascorso gran parte della stagione 2021-2022 giocando nella seconda squadra del club, l'Atlético Levante, con cui ha segnato 7 reti in 29 incontri di Segunda Federación, tuttavia il 20 maggio 2022 ha fatto il proprio esordio ne LaLiga subentrando nei minuti finali della vittoriosa trasferta sul campo del Rayo Vallecano, in occasione dell'ultima giornata della Primera División 2021-2022.
Il 21 luglio 2022 è stato girato in prestito per qualche mese (fino al termine del campionato svedese) al Degerfors, squadra che in quel momento occupava il penultimo posto dopo 14 giornate dell'Allsvenskan 2022. Durante questo periodo Faraj ha siglato 4 reti in 16 partite, le quali hanno contribuito al raggiungimento del quartultimo posto e quindi della salvezza diretta.
Nel frattempo, il 26 ottobre 2022 è stato annunciato che, a partire dal successivo mese di gennaio, Faraj sarebbe tornato a titolo definitivo ad essere un giocatore dell'AIK dopo la parentesi avuta ai tempi delle giovanili. La sua permanenza in questo caso è durata poco più di un anno e mezzo, durante il quale ha realizzato complessivamente 4 reti in 37 presenze, fino a quando il club ha accettato l'offerta per la sua cessione.
Il 5 settembre 2024, infatti, l'AIK ha reso noto di aver ceduto Faraj agli egiziani dello Zamalek in cambio di una cifra che il direttore sportivo degli scandinavi ha quantificato qualche giorno più tardi in 12 milioni di euro (poco più di un milione di euro) più una percentuale sulla futura rivendita. Tra il novembre e la prima metà di dicembre 2024, Faraj ha collezionato due presenze in campionato ed altrettante in Coppa della Confederazione CAF, la seconda competizione continentale africana. In seguito all'arrivo del nuovo capo allenatore Christian Gross, annunciato il 16 dicembre, l'attaccante svedese ha trovato ancora meno spazio.
Per questo motivo, il 12 gennaio 2025 è stato girato in prestito fino al 31 luglio successivo al suo ex club svedese del Degerfors, in vista della prima parte dell'Allsvenskan 2025 che sarebbe iniziata a fine marzo.

### Nazionale
Faraj ha rappresentato sia la nazionale svedese Under-21 che quella maggiore, anche se, in quest'ultimo caso, solamente in occasione di due amichevoli del gennaio 2023 all'interno di una rosa sperimentale composta da giocatori militanti nei campionati nordici.
Nel maggio 2024 ha scelto di cambiare nazionale accettando l'offerta da parte della Palestina, stato di origine di entrambi i suoi genitori, adducendo la volontà di portare gioia ad un popolo colpito dalla guerra come uno dei motivi principali alla base della decisione. Il suo debutto con la selezione mediorientale è avvenuto il mese successivo, nel giugno 2024, quando ha giocato le due gare contro Libano e Australia valide per le qualificazioni ai Mondiali 2026.

## Statistiche

### Cronologia presenze e reti in nazionale
| Cronologia completa delle presenze e delle reti in nazionale ― Svezia | Cronologia completa delle presenze e delle reti in nazionale ― Svezia | Cronologia completa delle presenze e delle reti in nazionale ― Svezia | Cronologia completa delle presenze e delle reti in nazionale ― Svezia | Cronologia completa delle presenze e delle reti in nazionale ― Svezia | Cronologia completa delle presenze e delle reti in nazionale ― Svezia | Cronologia completa delle presenze e delle reti in nazionale ― Svezia | Cronologia completa delle presenze e delle reti in nazionale ― Svezia |
| Data                                                                  | Città                                                                 | In casa                                                               | Risultato                                                             | Ospiti                                                                | Competizione                                                          | Reti                                                                  | Note                                                                  |
| --------------------------------------------------------------------- | --------------------------------------------------------------------- | --------------------------------------------------------------------- | --------------------------------------------------------------------- | --------------------------------------------------------------------- | --------------------------------------------------------------------- | --------------------------------------------------------------------- | --------------------------------------------------------------------- |
| 9-1-2023                                                              | Faro                                                                  | Svezia                                                                | 2 – 0                                                                 | Finlandia                                                             | Amichevole                                                            | -                                                                     | 68’                                                                   |
| 12-1-2023                                                             | Faro                                                                  | Svezia                                                                | 2 – 1                                                                 | Islanda                                                               | Amichevole                                                            | -                                                                     | 64’                                                                   |
| Totale                                                                |                                                                       | Presenze                                                              | 2                                                                     |                                                                       | Reti                                                                  | 0                                                                     |                                                                       |

| Cronologia completa delle presenze e delle reti in nazionale ― Palestina | Cronologia completa delle presenze e delle reti in nazionale ― Palestina | Cronologia completa delle presenze e delle reti in nazionale ― Palestina | Cronologia completa delle presenze e delle reti in nazionale ― Palestina | Cronologia completa delle presenze e delle reti in nazionale ― Palestina | Cronologia completa delle presenze e delle reti in nazionale ― Palestina | Cronologia completa delle presenze e delle reti in nazionale ― Palestina | Cronologia completa delle presenze e delle reti in nazionale ― Palestina |
| Data                                                                     | Città                                                                    | In casa                                                                  | Risultato                                                                | Ospiti                                                                   | Competizione                                                             | Reti                                                                     | Note                                                                     |
| ------------------------------------------------------------------------ | ------------------------------------------------------------------------ | ------------------------------------------------------------------------ | ------------------------------------------------------------------------ | ------------------------------------------------------------------------ | ------------------------------------------------------------------------ | ------------------------------------------------------------------------ | ------------------------------------------------------------------------ |
| 6-6-2024                                                                 | Doha                                                                     | Palestina                                                                | 0 – 0                                                                    | Libano                                                                   | Qual. Mondiali 2026                                                      | -                                                                        | 90+5’                                                                    |
| 11-6-2024                                                                | Perth                                                                    | Australia                                                                | 5 – 0                                                                    | Palestina                                                                | Qual. Mondiali 2026                                                      | -                                                                        | 59’                                                                      |
| 10-9-2024                                                                | Kuala Lumpur                                                             | Palestina                                                                | 1 – 3                                                                    | Giordania                                                                | Qual. Mondiali 2026                                                      | -                                                                        | 83’                                                                      |
| 10-10-2024                                                               | Bassora                                                                  | Iraq                                                                     | 1 – 0                                                                    | Palestina                                                                | Qual. Mondiali 2026                                                      | -                                                                        | 69’                                                                      |
| 15-10-2024                                                               | Al Rayyan                                                                | Palestina                                                                | 2 – 2                                                                    | Kuwait                                                                   | Qual. Mondiali 2026                                                      | -                                                                        | 46’                                                                      |
| Totale                                                                   |                                                                          | Presenze                                                                 | 5                                                                        |                                                                          | Reti                                                                     | 0                                                                        |                                                                          |

## Palmarès

### Club

#### Competizioni internazionali
- Supercoppa CAF: 1

Zamalek: 2024